# المستعمرة الألمانية (حيفا)

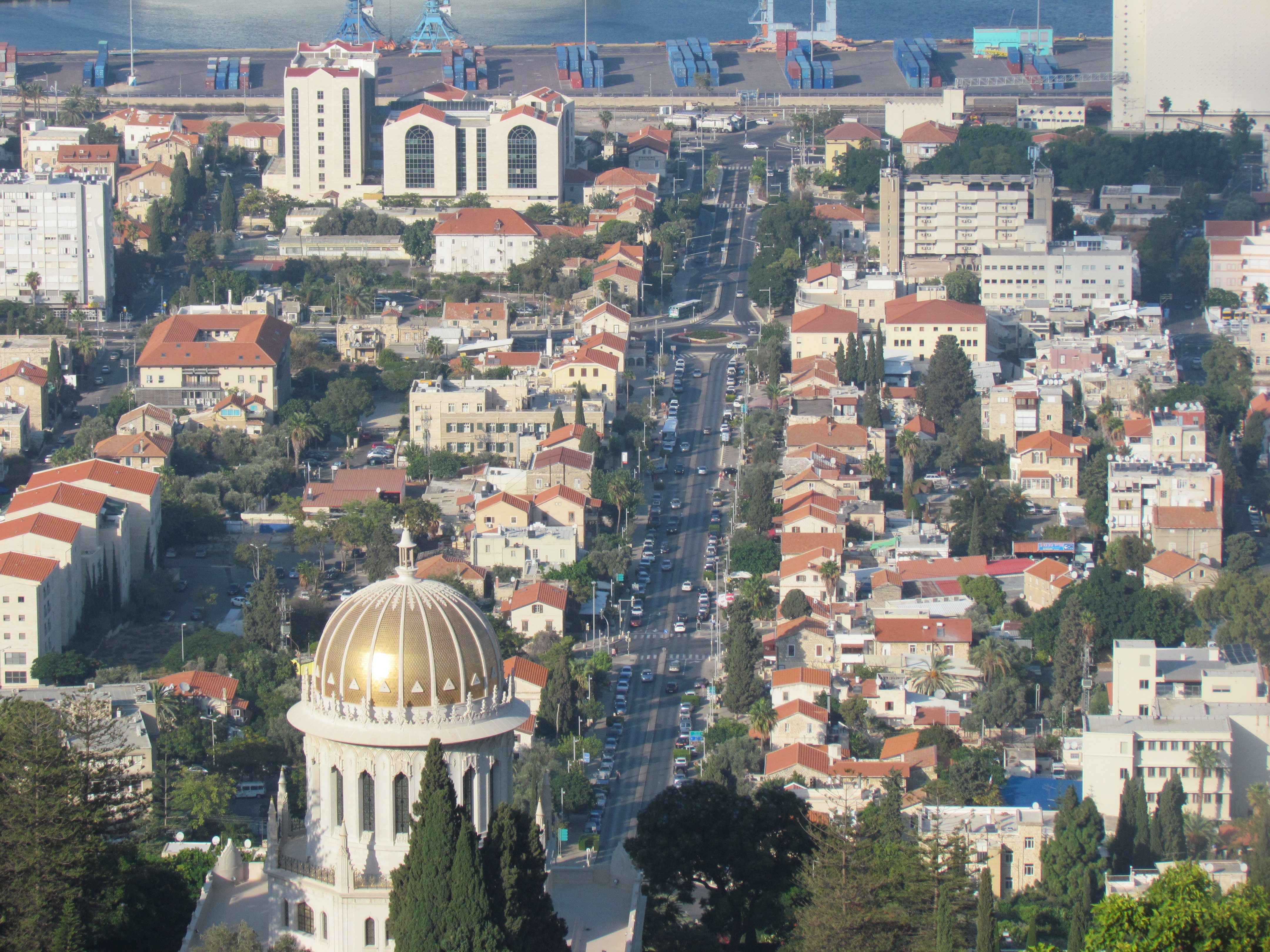
حي الألمانية في حيفا، يصل بين ضريح الباب في حدائق البهائيين (بالمقدمة) وميناء حيفا (بالمؤخرة).

المُستَعمَرة الألمانية أو حي الألمانية (بالألمانية: Deutsche Kolonie؛ بالعبرية: המושבה הגרמנית) هي مُستَعمَرة ألمانيّة سابقًا، وحي من أحياء مدينة حيفا. أسّستها طائفة الهيكليين البروتستانتية الألمانية أثناء الحكم العثماني لفلسطين، وتحديدًا عام 1868، حيث كانت أول مُستوطَنة ألمانيّة تُقام في الأراضي المقدسة، تلاها مُستَعمَرات أخرى في كل من سارونا ويافا والجليل والقدس.
تراوح عدد السكان بين 300-400 مستوطن بين عامي 1870 و1914. وكان 60 من المستعمرين مواطنين أمريكيين، وكان زعيمهم جاكوب شوماخر [الإنجليزية] بمثابة الوكيل القنصلي الأمريكي لحيفا وشمال فلسطين. ونظراً للزيادة السكانية والتوسع الحضري المستمر في حيفا، قام المستوطنون بإقامة مستوطنات جديدة، واستقر فرسان الهيكل في بيت لحم الجليل وأسس البروتستانت الإنجيليون أم العمد (فالدهايم) المجاورة.
تبلغ مساحة هذا الحي 0.39 كيلومترًا مُربعًا، وقد بلغ عدد سكانه في عام 2007 حوالي 3,810 نسمة. ويقع اليوم في شمال غرب مدينة حيفا على حافة جبل الكرمل، ويصل بين حدائق البهائيين والشاطئ على البحر المتوسط.

## تاريخ

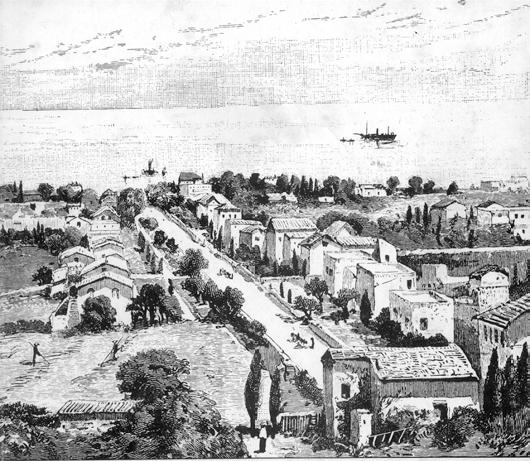
المُستَعمرة الألمانية عام 1875.

تم تأسيس هذه المُستَعمَرة الألمانية الأولى في ربيع عام 1869 قبل حوالي 10 أعوام من بناء مستوطنة بتاح تكفا المُلقبة بـ «أم المستوطنات اليهودية»، حيث قام الألمان بشراء قطعة من الأرض مساحتها عشرة هكتارات عن طريق الاحتيال على القانون العثماني وبتشجيع من القنصل البروسي. وقد تم الافتتاح الرسمي لها في عام 1870. كانت هذه المُستًعمَرة تحتوي في البداية على 12 منزلاً ومدرسةً وكنيسةً، كلها على الطراز المعماري الأوروبي، مع استخدام مواد بناء محليّة. وقد بلغ عدد سكانها 517 نسمة في العام 1902. كما بدأت بالتوسع أكثر حتى ضمت حوالي ألف مستوطن والكثير من ورش العمل، كما كانت مكتفية ذاتيًا.
استمر الوجود الألماني في هذه المُستَعمَرة وفي باقي فلسطين لحوالي 80 عامًا، حتى انتهاء الحرب العالمية الثانية، حيث أقدمت بريطانيا على ترحيل المستوطنين الألمان إلى خارج فلسطين، وسجنت عددًا كبيرًا منهم. إلاّ أن نهاية المستعمرات الألمانيّة كانت بشكل نهائي بعد وقوع النكبة وتأسيس إسرائيل على أرض فلسطين عام 1948، حيث أقدمت السلطات الإسرائيلية على ترحيل آخرهم عام 1950 إلى خارج فلسطين، وذلك بعد أن اتهمت عددًا منهم بالوقوف إلى جانب الفلسطينيين أثناء حرب 1948، وأسكنت المستوطنين اليهود الجُدد في مستعمراتهم أو حوّلتها إلى منشآت أخرى. لقد تم نقل جميع الألمان من هذا الحي ومن مناطق أخرى إلى مُخيمات في قبرص، ومن ثم نُقلوا إلى أستراليا، وقد تم تعويضهم لاحقًا.
لقد أطلقت إسرائيل اسم جادة بن غوريون على الشارع الرئيسي في هذا الحي بعد عام 1948 كجزء من تهويد أسماء الشوارع، إذ كان يُطلق عليه جادة الكرمل قبل ذلك. يربط الحي البحر بسفح الجبل ويُعد اليوم نقطة جذب سياحي بالمدينة ومركز الحياة الليليّة فيها، وغالبيّة روّاده من العرب.

## وصف الحي

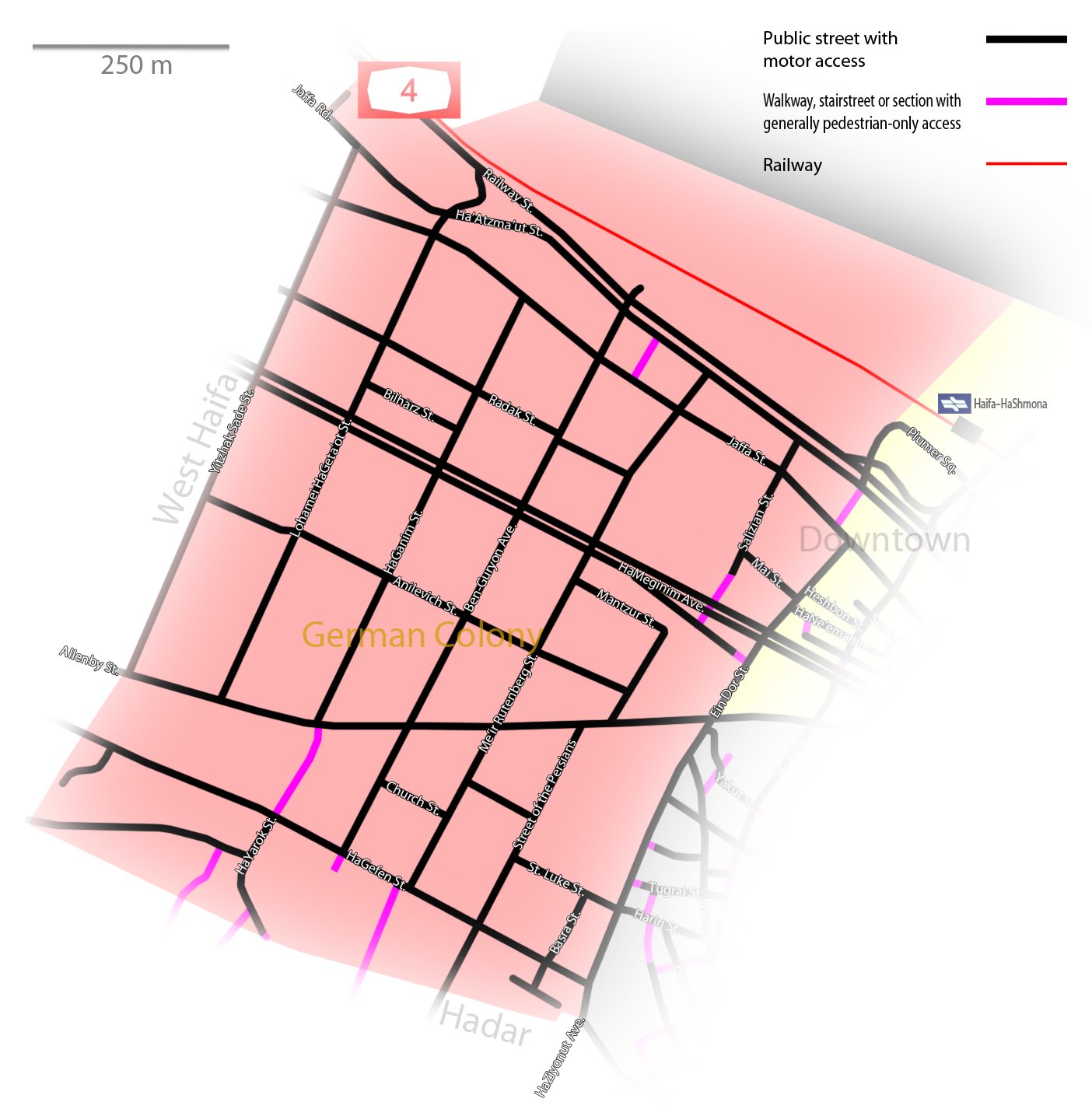
مخطط المُستعمرة الألمانية في حيفا.

لقد وصف المؤلف والرحّالة البريطاني لورنس أوليفانت هذا الحي أو المُستعمَرة في كتابه حيفا في ثمانينيات القرن التاسع عشر وصفًا دقيقًا. وهو مجموعة من المقالات عن أماكن مختلفة في فلسطين، لكنه أطلق على الكتاب اسم حيفا لتعلّقه بهذه المدينة، رغم كونه غير موضوعي في كتابته بالنسبة لسكان المدينة الأصليين العرب، كما هو الأمر بالنسبة للهيكليين الألمان، الذين اسسوا هذه المُستَعمَرة وغيرها في فلسطين، والذين نظروا للسكان المحلّيين نظرة استعلاء، حيث برز ذلك في تصرفاتهم وتصريحاتهم. وقد جاء في كتاب أوليفانت:
| المستعمرة الألمانية (حيفا) | ينطلق الشارع الرئيسي في الحي الجديد (الكولونيّة الجديدة) بخط مستقيم من السّاحل، على طول نصف ميل، ويتسلّق السّفح مائة قدم تقريبًا إلى منحدرات الكرمل الصّخريّة. على جانبي الشّارع ممران تحيطهما الأشجار المظلِّلة، وراءهما مبانٍ حجريّة بيضاء من طابق واحد أو طابقين معظمها ذات سطوح قرميديّة حمراء، وكل بيت منها مُحاط بحديقة، وعلى أعلى كل باب مدخل فيها كتابة محفورة باللغة الألمانية. هنالك شارع آخر أصغر موازٍ للشّارع الرّئيسي. إن نوّاب قناصل انجلترا، الولايات المتّحدة وألمانيا، كلهّم سكّان هذه الحي. في الحي طبيب واحد، مصمم معماري ومهندس واحد كذلك فندق ممتاز، مدرسة وقاعة مؤتمرات. الحكومة الألمانية كانت تتحمّل ثلثي تكاليف المدرسة وسكان الحي تبرّعوا بالثّلث. في الحي حانوت فيها كل ما يحتاجه السكان، كذلك طاحونة هواء وطاحونة بخار هي الآن في مرحلة البناء ومعمل للصاّبون الذي يُصَدّر إنتاجه للولايات المتحدة بكمّيّات كبيرة. | المستعمرة الألمانية (حيفا) |

## انظر أيضًا

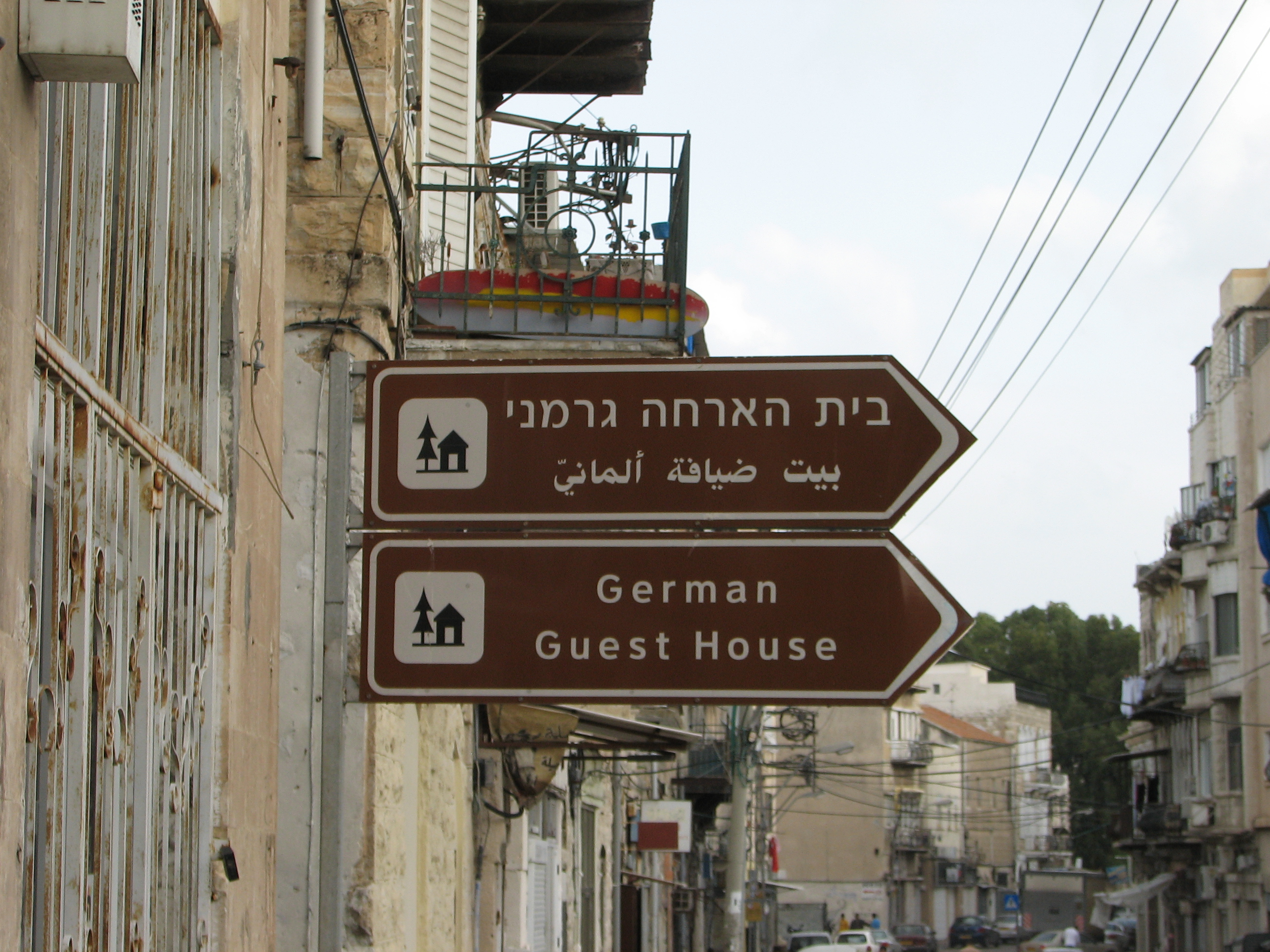
بيت الضيافة الألماني.

## وصلات خارجية
- صور للمستعمرة الألمانية في حيفا حوالي العام 1898
- الباحث والمؤرخ د. جوني منصور، حي الألمانية حيفا - قناة مساواة